# Darien (Wisconsin)
Darien è un comune degli Stati Uniti, situato in Wisconsin, nella Contea di Walworth.